# Haagweg-Noord

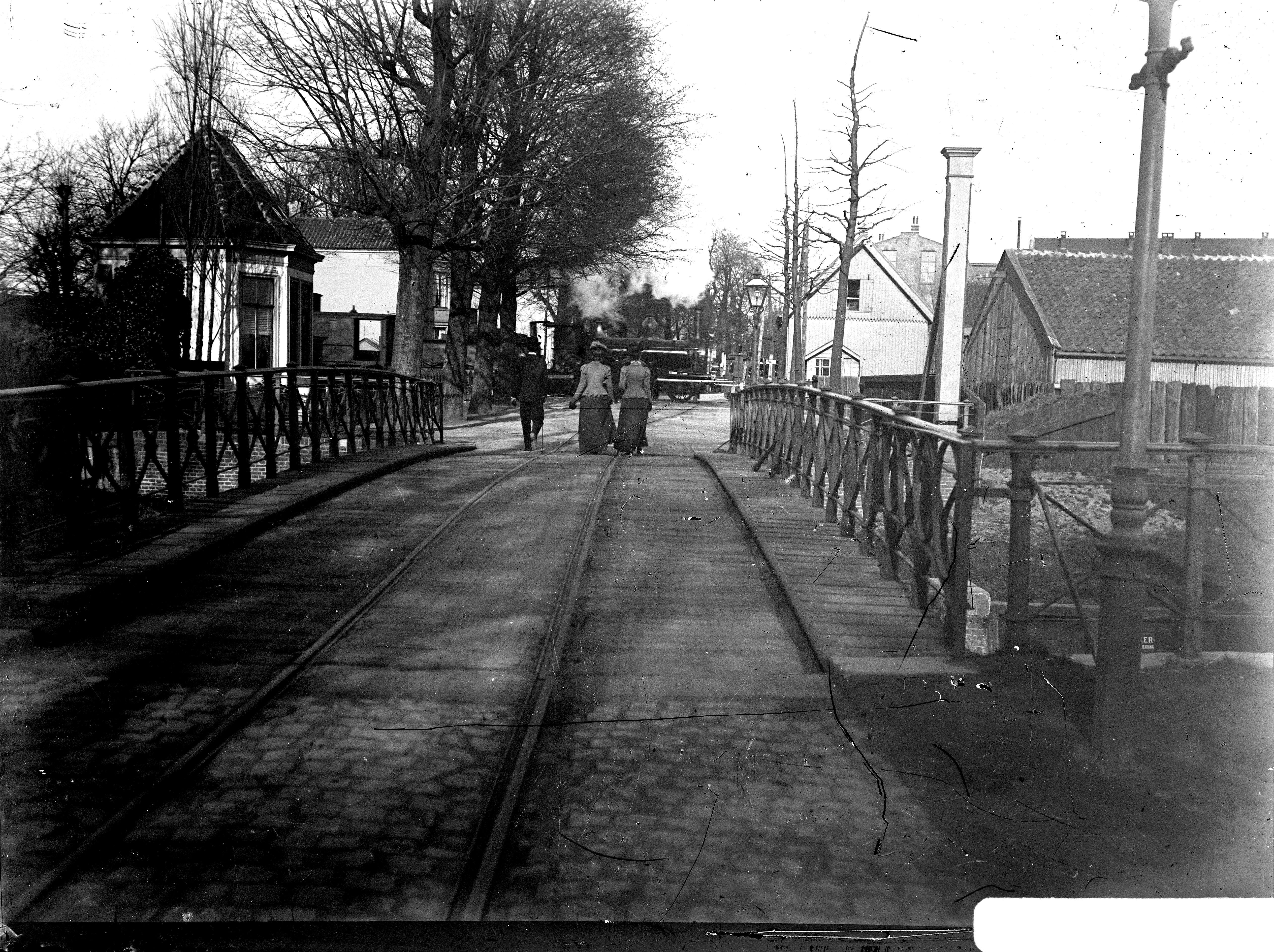
Haagweg gezien naar het noordoosten met op de voorgrond de Staatsspoorbrug met stoomtram van de lijn naar Voorschoten. Links daarachter de omhoogstekende spoorbomen van de spoorlijn Leiden-Utrecht. Ca. 1904

Haagweg-Noord is een wijk in de Nederlandse stad Leiden. De buurt heet in de volksmond ook wel Haagwegkwartier (Noord) of Schrijversbuurt. Het grootste deel is woonwijk, met een kleinschalig bedrijfsterrein. De buurt maakt deel uit van het Bos- en Gasthuisdistrict en de wijk Leiden Zuid-West. Haagweg-Noord grenst aan de buurten Boshuizen, Haagweg-Zuid en Vreewijk.

## Ligging
De wijk Haagweg-Noord bevindt zich ten zuidwesten van het oude centrum van Leiden. De begrenzing bestaat uit de Oude Rijn (of Galgewater), de spoorlijn naar Alphen aan den Rijn en Woerden, de Churchilllaan en de Toussaintkade.

## Historie
De huidige buurt is gesitueerd in wat sinds de middeleeuwen de Boshuizer Polder was, en die vernoemd was naar de familie Boschuysen. Deze familie bezat de woning te Boschuysen met 50 morgen, onder Zoeterwoude, strekkend van de Rijn tot de Vroonmade, grfl. leen verm. 15 aug. 1332 (GvH. 243 f. 91v.). De fundamenten van deze woning liggen onder de sportvelden ten zuidwesten van de wijk, langs wat nu de Boshuizerkade heet. Op een in 1652 getekende kaart staat een watermolen langs de Boshuijser Molensloot, ter plekke van de huidige Toussaintkade ter hoogte van de De Genestetstraat. Op een kaart van hetzelfde gebied uit 1684 is deze specifieke molen reeds gesloopt. De waterloop is in de 21e eeuw nog herkenbaar.
Op de kaart van Leiden door Pieter Sluyter uit 1550 staat de woning te Boshuizen nog getekend. Op deze kaart staan er langs de Haagweg vier molens en is er ter hoogte van de huidige Ter Haarkade een brug over een sluis. Even verderop richting Leiden is er langs de haagweg nog een leprozenhuis. Verder ontbreekt enige bebouwing van betekenis.
De Haagweg, waarnaar de buurt is vernoemd, is van oudsher een belangrijke uitvalsweg geweest van de stad Leiden. De Haagweg heette voor de annexatie van het gebied door Leiden Voorschoterweg. De Haagweg eindigde indertijd ter hoogte van de huidige Witte Singel bij de Witte Poort, waarna hij overging in het Noordeinde.

### Bebouwing in de 19e eeuw

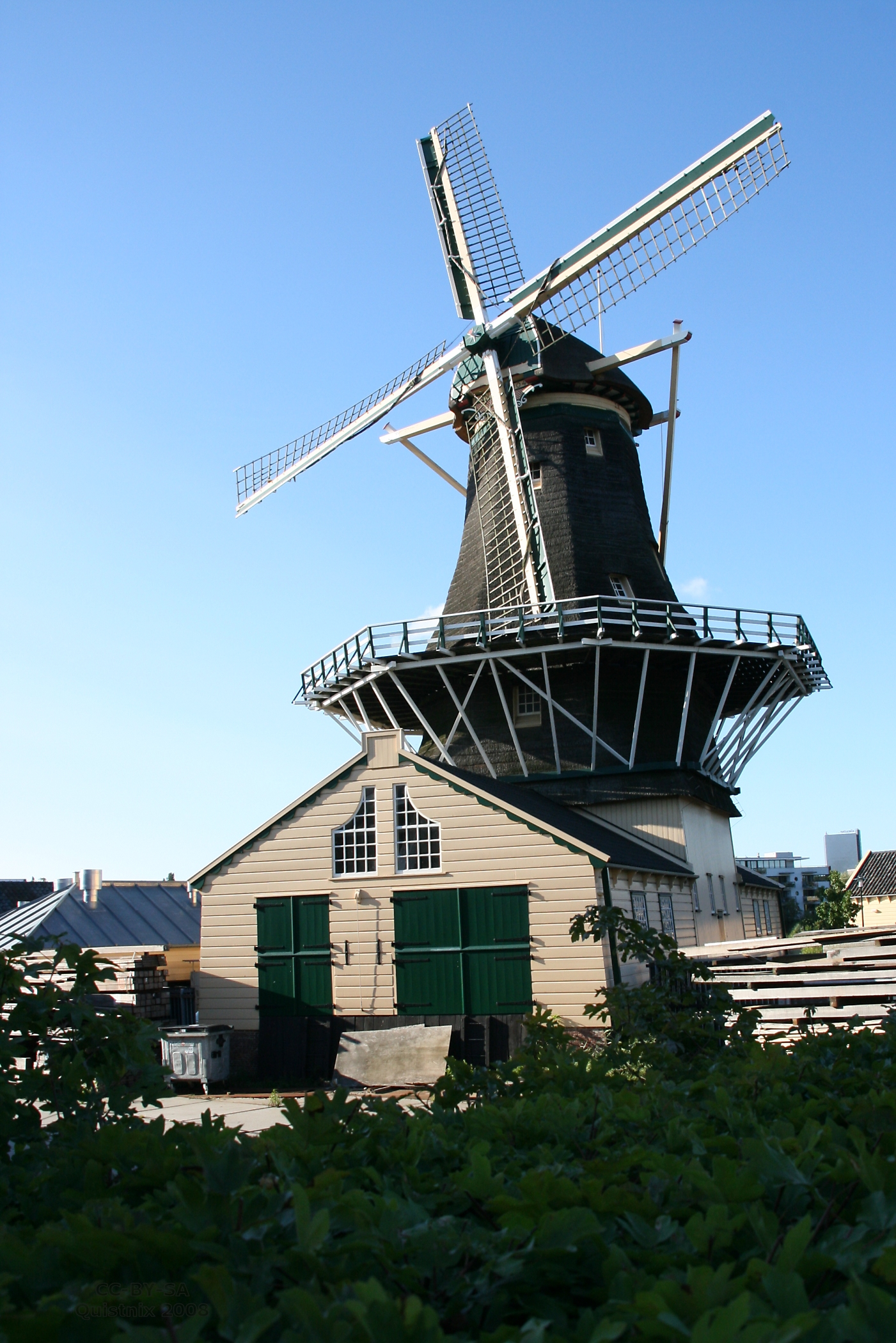
Molen d'Heesterboom

Toen de stad Leiden in de 19e eeuw, na een lange periode van relatief verval, buiten de grenzen van de 17e-eeuwse singels groeide, ontstond het eerste begin van de woonbuurt. Tot die tijd waren er in dit deel van de Boschhuizer Polder alleen weilanden, een boerderij langs de Haagweg en als belangrijkste herkenningspunt de houtzagerij Noordman met twee zaagmolens langs de Rijn. Daarnaast stond nog een derde molen. Van de twee zaagmolens is nu alleen de stellingmolen D'Heesterboom uit 1804 over als gezichtsbepalend monument langs de Haagweg. Het beheer van deze molen is in handen van Stichting Houtzaagmolen De Heesterboom. De andere molen, De Eendracht, is in 1924 afgebroken.
Op de kaart van Leiden van 1850 (door W.J. van Campen) liggen aan de Haagweg (Straatweg naar 's Hage), aan weerszijden van de huidige De Genestetstraat twee Bleekerijen, waarvan de meest zuidelijk De Paauw is geheten. Aan de Pieter Twist Laan (de huidige Potgieterlaan) liggen 6 à 7 bebouwde percelen, waarschijnlijk buitenverblijven van Leidse burgers. Aan de overzijde van de Haagweg liggen langs de Rijn tot de Boschhuizer sluis vier percelen, waaronder twee buitenverblijven, Bij Stad en Veld en Rijn Zigt geheten.
Op een kaart uit 1867 van de gemeente Soeterwoude (Zoeterwoude) uit een atlas, uitgegeven in 1868 door Hugo Suringar te Leeuwarden, staan langs de Haagweg tot de drie houtzaagmolens slechts 4 huizen aangegeven. Tevens zijn er zes bouwsels aangegeven ter hoogte van wat nu de De Genestetstraat is. Het water van de huidige Toussaintkade loopt van de Ter Haarkade door tot aan de Rijn en Schiekade. De huidige Ter Haarkade mondde uit in de Rijn via een Sluis. Op de plaats van de Boshuijser Watermolen staat op deze kaart tevens een gebouw aangegeven.
Op de kaart die is gepubliceerd door De Breuk & Smits in 1874 is de Haagweg (Straatweg naar 's Hage) na de sloop van de Witte Poort reeds recht getrokken. Op deze kaart ontbreken nog de pas in 1878 geopende spoorlijn naar Woerden en de (stoom)tramlijn langs de Hooge Rijndijk en richting Voorschoten. Deze laatste werd pas geopend in 1883 door de IJsel Stoomtramweg-Maatschappij (Y.S.M.). Zij werd in 1891 overgenomen door de Maatschappij tot Exploitatie van Tramwegen (M.E.T.). Toen in 1924 de lijn werd opgevolgd door de Blauwe Tram verdween de tram uit Haagweg-Noord. Tussen 1903 en 1919 heeft de buurt een eigen spoorweghalte gehad, eerst Leiden S.S. geheten en vanaf 1908 Leiden Witte Poort. De halte lag bij de draaibrug over het Galgewater.
Rond de eeuwwisseling en aan het begin van de 20e eeuw vindt er enige speculatiebouw plaats, onder andere langs de Da Costastraat en De Genestetstraat. Deze bouw is herkenbaar aan de blokken van vier tot zes huizen en de portiekwoningen aan de noordzijde van deze straten. In de twintiger en dertiger jaren worden de huizen aan de zuidelijk zijde van de Da Costastraat en het blok huizen tussen de Da Costastraat, Ten Katestraat en Ter Haarkade gebouwd.

### De annexatie van 1920
Met de annexatie van 1920 werd de grens van Zoeterwoude en Leiden vastgelegd in de loop van de Vliet en het in 1919 voltooide Rijn-Schiekanaal. Het gebied bestond uit het polderlandschap van de Bosch- en Gasthuispolder en de bebouwing aan de Haagweg, toen Voorschoterweg geheten.
In de Zoeterwoudse periode liep de Voorschoterweg van de Wittepoort tot aan de grens van Voorschoten. De weg is ook Hoge Rijndijk genoemd en men sprak van de noord- en zuidzijde van de Hoge Rijndijk. Om verwarring te voorkomen werd de Hoge Rijndijk aan de zuidzijde gehandhaafd en de noordzijde aangeduid met de Voorschoterweg. Na de annexatie werd de naam Voorschoterweg gewijzigd in Haagweg. De bouwactiviteiten in het begin van de 20e eeuw aan de Voorschoterweg (Haagweg) leidden niet tot op ambtelijk niveau bekende straatnamen. Men sprak alleen over de Voorschoterweg inclusief de zijstraten. De bouwactiviteiten waren het werk van particuliere bouwondernemingen. Zij kozen zelf de straatnamen voor de door hen gerealiseerde straten. Ze vernoemden in veel gevallen familieleden, wat is op te maken aan de vroegere benamingen van straten uit dit gebied.
Een uitzondering is de voorganger van de Potgieterlaan, de Pieter van Twistlaan. De benaming komt reeds voor op een kaart van 1622, waarop is vermeld dat verschillende landerijen langs de laan destijds eigendom waren van een zekere heer van Twist.

### Uitbreiding door woningbouwverenigingen
Door de woningcorporaties LWS (Leidse Woningstichting, later gefuseerd met Portaal) en De Sleutels is na de annexatie uitgebreid tot de huidige begrenzing van de Toussaintkade. In de jaren 1925 en 1926 werden vanaf de Van Lennepstraat de Genestetstraat en de Potgieterlaan naar het zuiden verlengd en kwamen de woningen aan de Nicolaas Beetsstraat, Schimmelstraat en oostelijke Toussaintkade tot stand.
In de dertiger jaren kwamen woningen aan de Ten Katestraat, de (zuidelijke) Da Costastraat, de (westelijke) Toussaintkade en de Ter Haarkade tot stand.
Begin 1974 ontwikkelde de LWS plannen om 188 woningen te renoveren. Media 1975 gaf staatssecretaris Jan Schaefer toestemming voor het plan, waarna in 1977 de uitvoering is afgerond.

### Schoolgebouwen
In september 1959 werd aan de Ter Haarkade (ingang Toussaintkade) de Christelijke Nijverheidsschool geopend, plaats biedend aan 450 leerlingen. Het schoolgebouw met gymnastieklokaal is ontworpen door de Amstelveense architect J.F. Niepoth jr. en de tuin door Mien Ruys (zie ook Leidsch Dagblad van 25 januari 1958). De opvallende glas-in-loodramen in de hal zijn van de hand van Berend Hendriks. Later kwam het gebouw in gebruik bij het ROC Leiden. Tevens was er tot 2013 een sociaal pension gevestigd in een van de gebouwen. In oktober 2013 werd begonnen met de sloop van het deel van het complex gelegen langs de Haagweg, om plaats te maken voor de nieuwbouw van de Moskee Al Hijra.

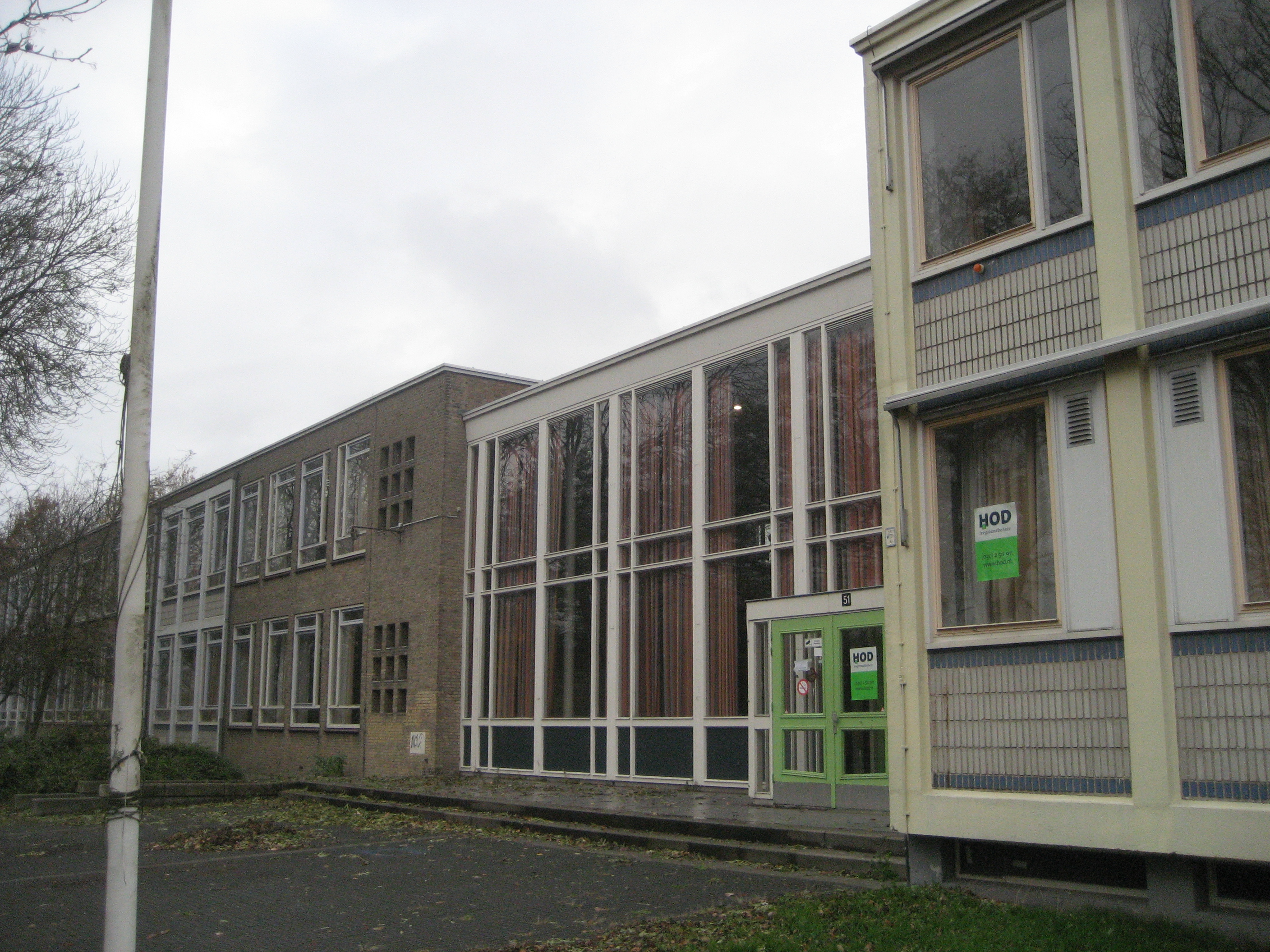
Boshuizen School in 2013
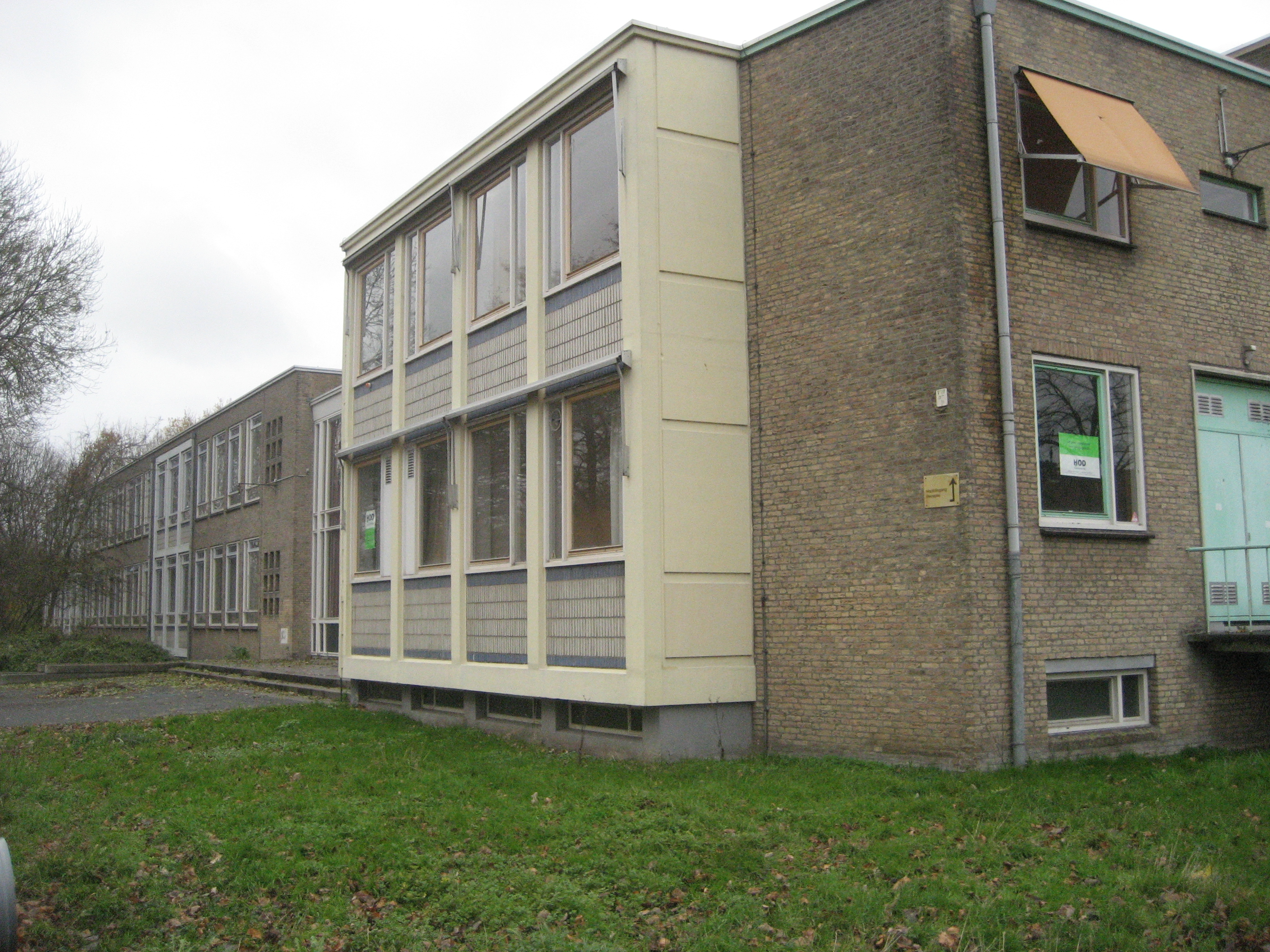
Boshuizen School in 2013
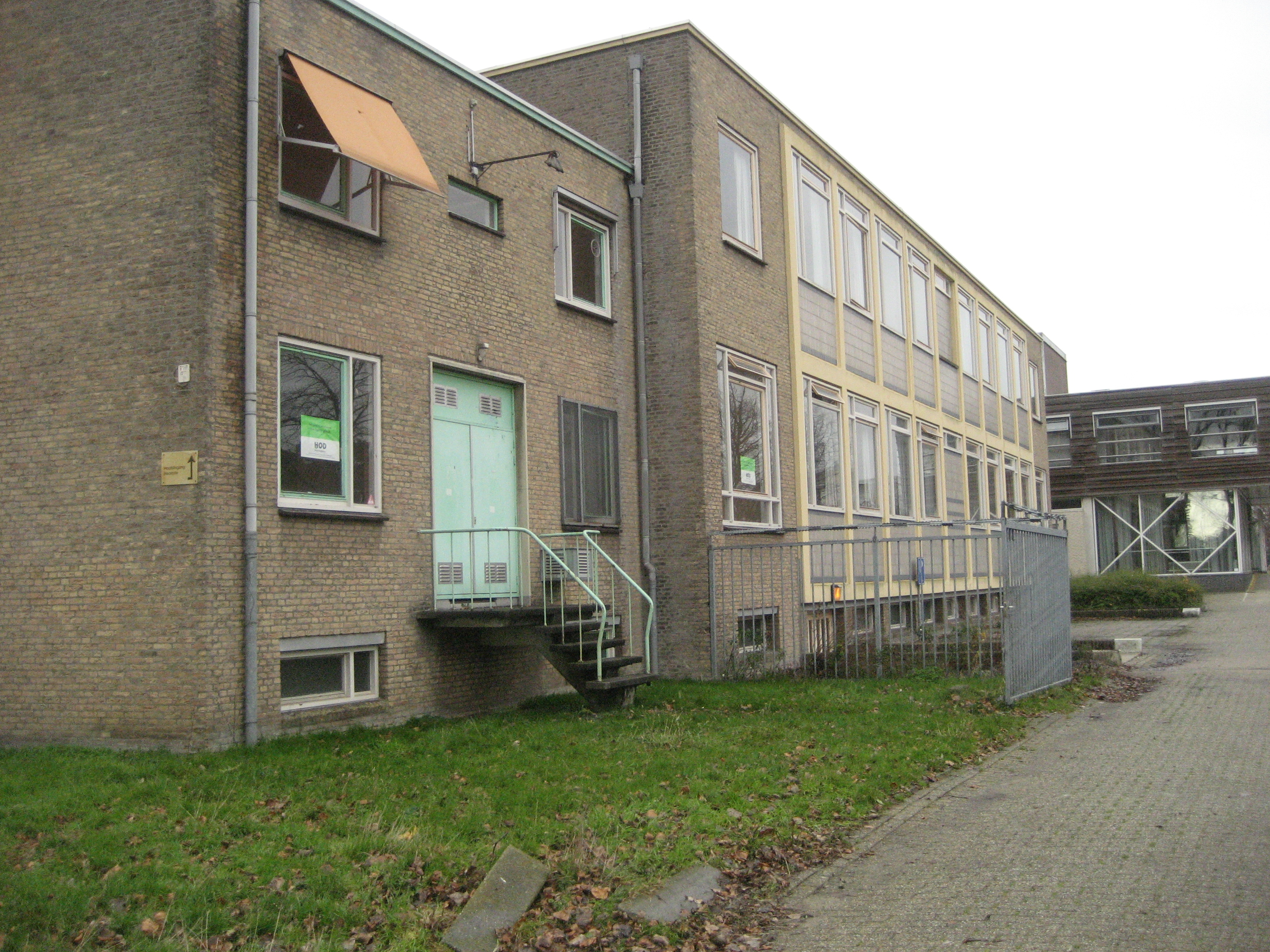
Boshuizen School in 2013
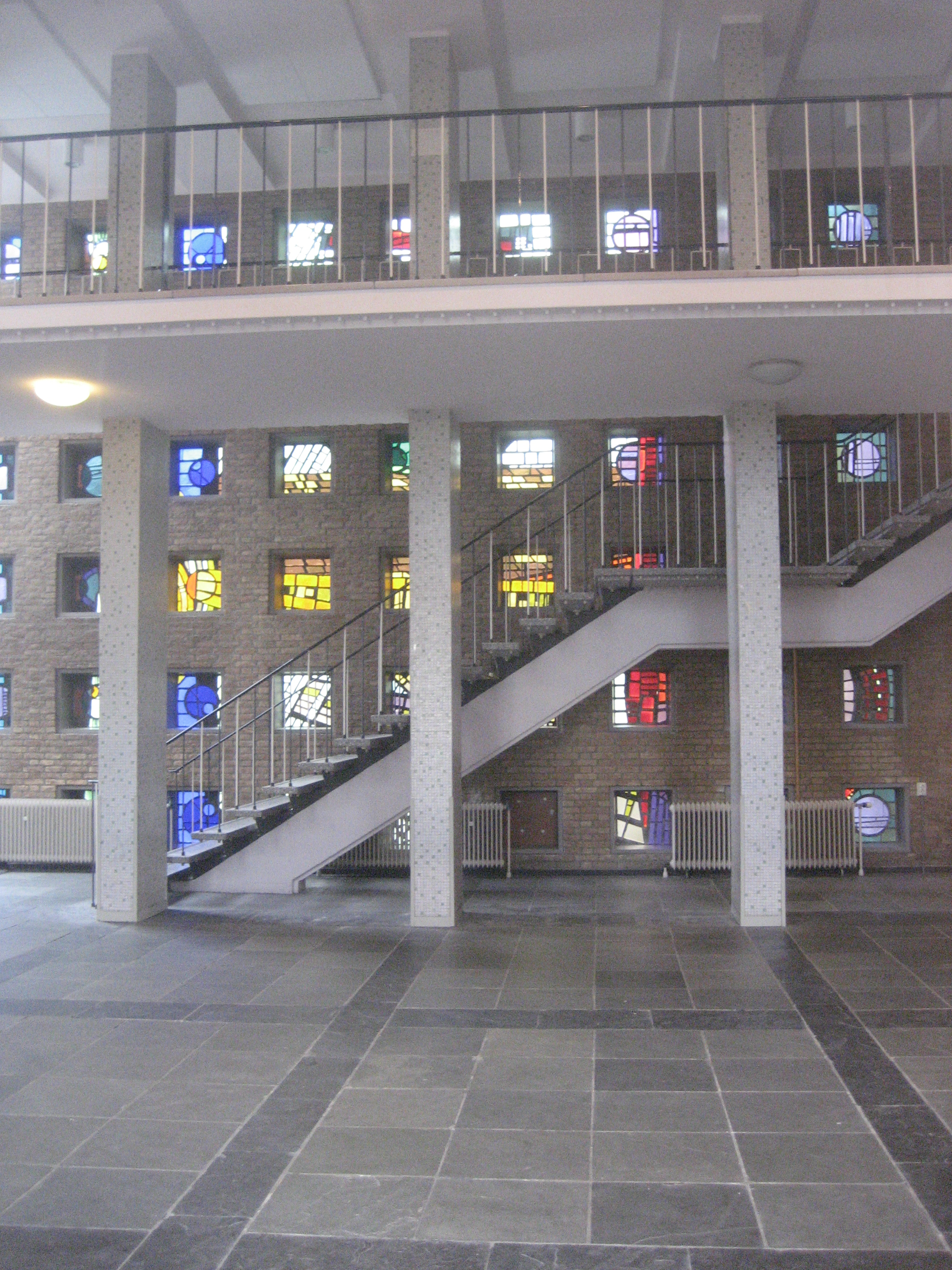
Hal met ramen van Berend Hendriks

### Hoogbouw
In de zestiger jaren komt aan de Ter Haarkade de Haagwegflat tot stand, die zes woonlagen heeft. Later wordt ook aan de Haagweg hoogbouw gerealiseerd, met op de begane grond bedrijfsruimte.
Het terrein tussen het Schrijverspark en de spoorlijn wordt rond 2010 verkocht aan een projectontwikkelaar, die plannen heeft voor de bouw van een appartementencomplex met ca. 11 woonlagen.

### Sloop en herbouw door woningbouwverenigingen
In de jaren 2009 en 2010 komen de plannen van de woningbouwcorporaties De Sleutels en Portaal voor sloop en herbouw in uitvoering. In het jaar 2011 worden de laatste nieuwe woningen opgeleverd. Het stratenplan blijft behouden, maar er ontstaat wel een nieuw plein dat het Busken Huetplein wordt genoemd.

### Haagwegkwartier Noordwest
Op 26 januari 2012 worden de definitieve bestemmingsplannen voor de invulling van Haagwegkwartier Noordwest vastgesteld. Onderdelen hiervan zijn woningbouw op de sportvelden en de bouw van de Al Hijra moskee op de plek van het voormalig ROC Leiden langs de Ter Haarkade.

### Historische kaarten

Plattegrond van Leiden, 1550, Pieter Sluyter
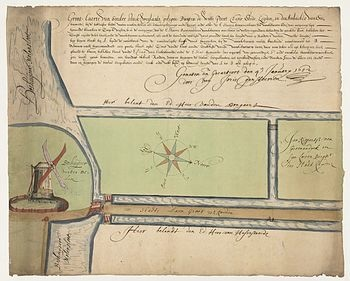
Kaart uit 1652 van de Boshuijser polder ter hoogte van de huidige Toussaintkade
Plattegrond van Leiden, 1850. W.J. van Campen
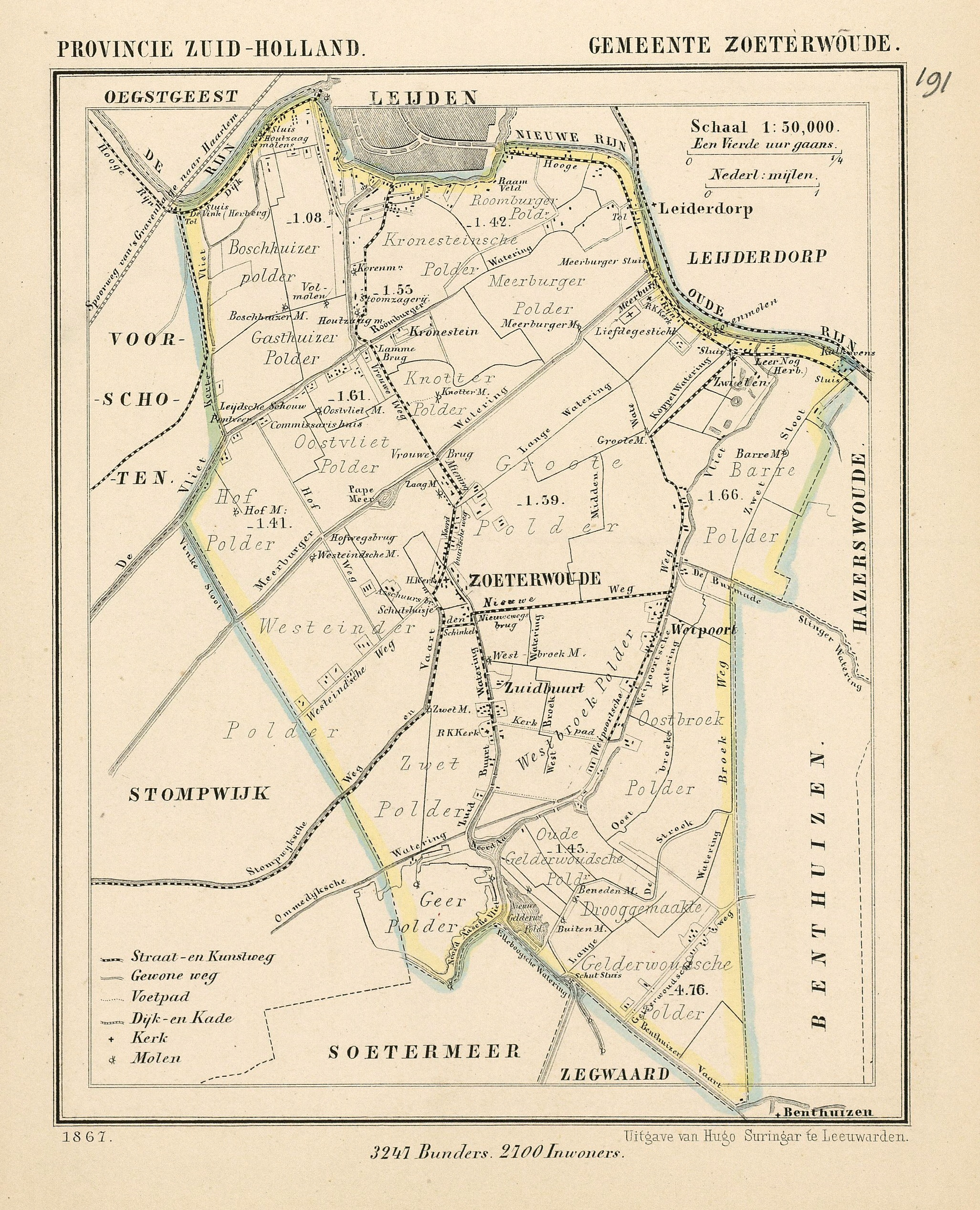
Kaart van Zoeterwoude, 1867. J. Kuyper.
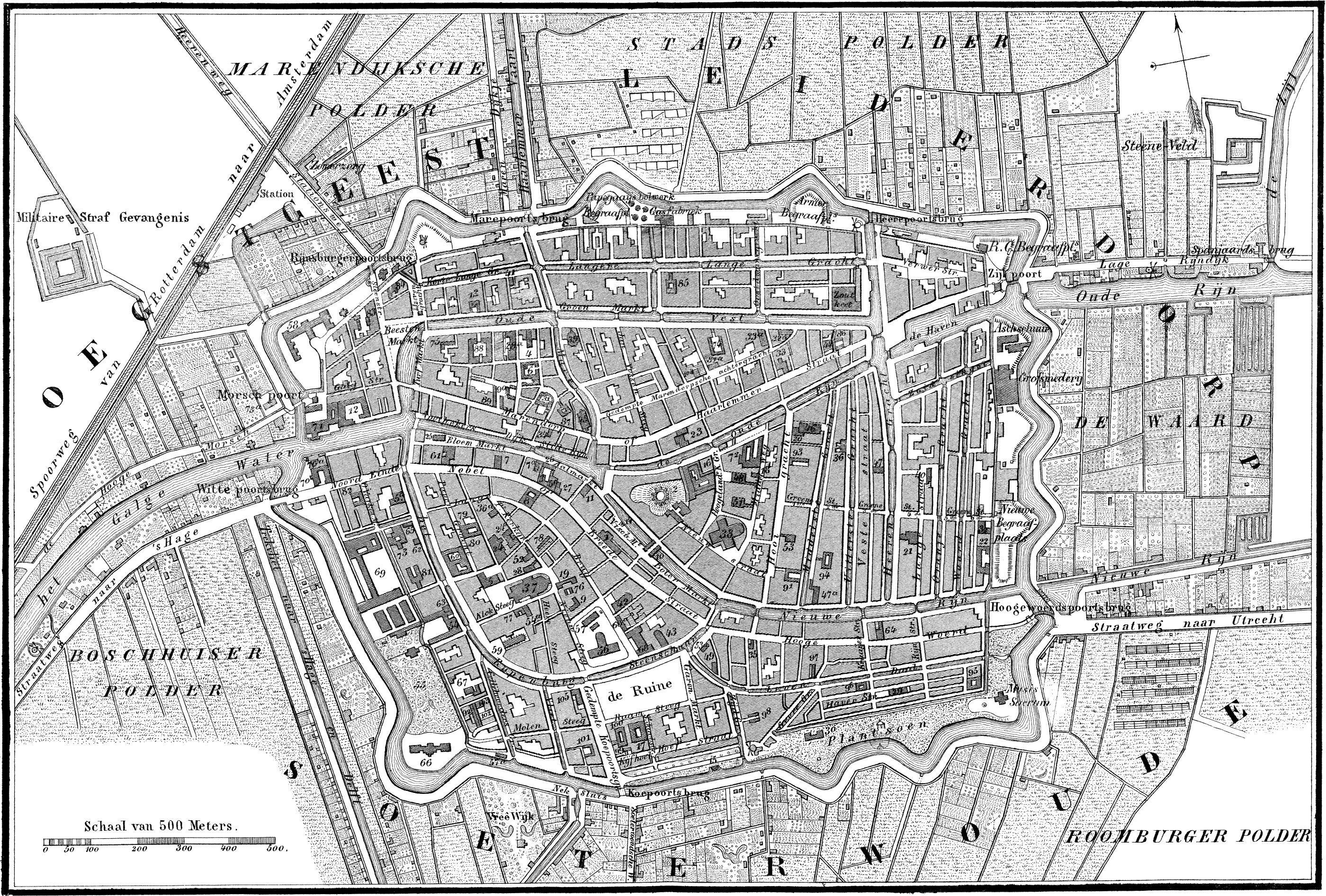
Plattegrond van Leiden, 1874. De Breuk & Smits
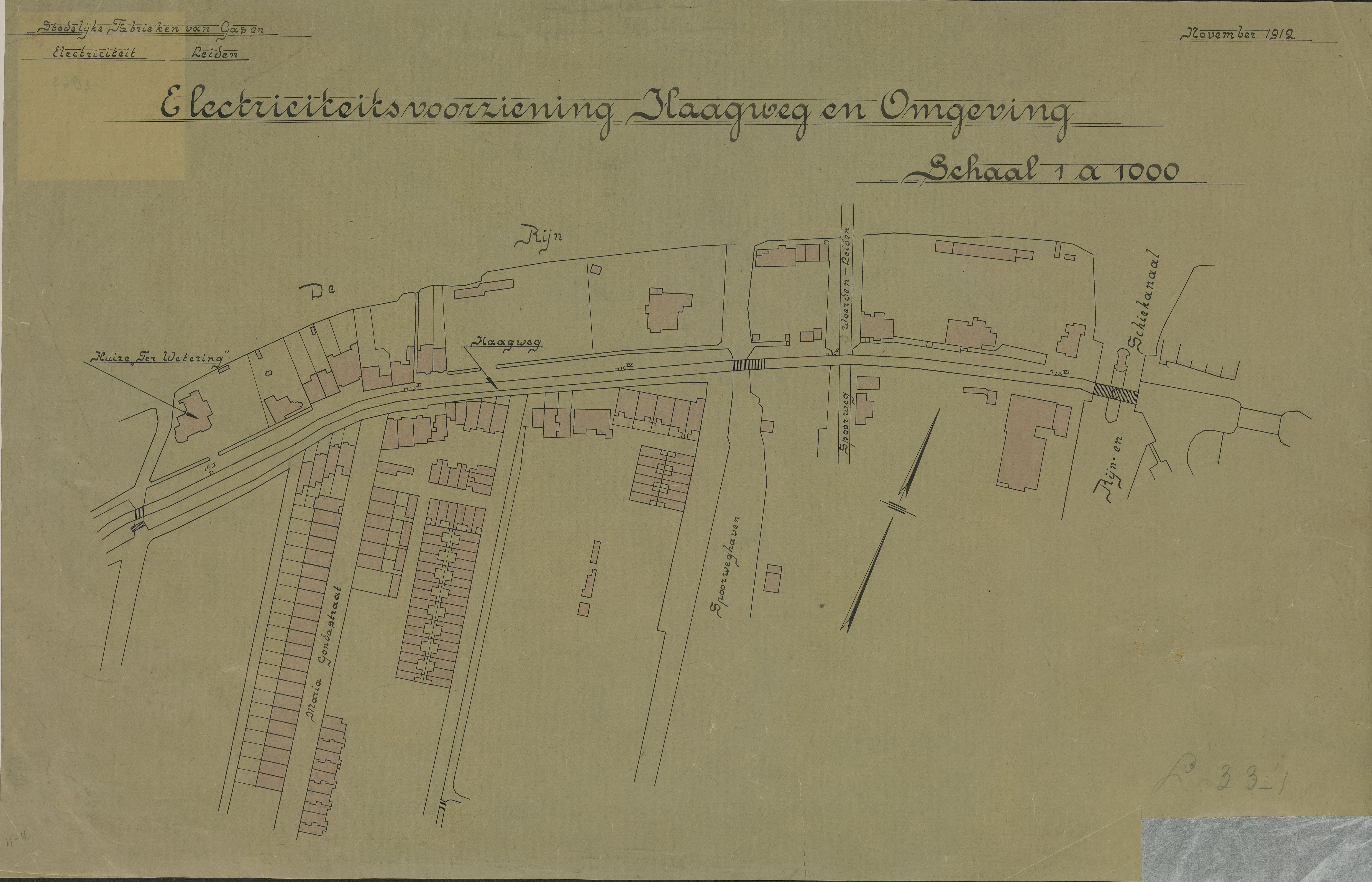
Kaart met kadastrale indeling van Haagweg en omgeving, 1912

## Bewoners

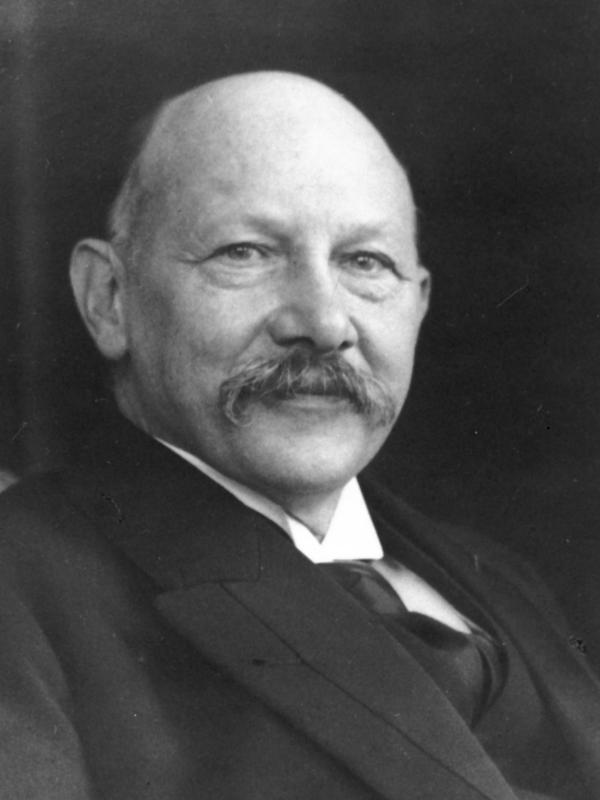
Kamerlingh Onnes

In 2008 woonden volgens gegevens van het CBS ongeveer 1540 mensen in de buurt.
De kunstenaar en schrijver Theo van Doesburg vestigde zich samen met zijn vrouw Lena, na enige tijd in Zoeterwoude gewoond te hebben, in december 1916 in Leiden. Daar woonde en werkte hij aanvankelijk enkele maanden op de Da Costastraat 9 (toen Maria Gondastraat), waarna hij verhuisde naar de Stadhouderslaan 32.
Het Kastanjehuis, voorheen Huize Ter Wetering en daarvoor Villa Nova, aan de Haagweg 49 is het voormalig woonhuis van de familie van Heike Kamerlingh Onnes, Nobelprijs winnaar in 1913. In 1904 wordt het huis door Onnes aangekocht voor ƒ 14.000 (ongeveer € 6000) en verbouwd.
De schrijver Tomas Lieske woont en werkt begin 21e eeuw in Haagweg-Noord. Tomas Lieske is het pseudoniem van Antonius Theodorus (Ton) van Drunen.

## Straten

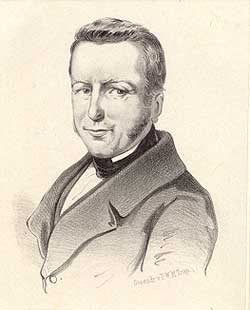
Isaäc da Costa in een prent van P. W. M. Trap (1821–1905)

De straten in de buurt hebben - behalve de Haagweg - namen van schrijvers:
- Haagweg, voorheen Voorschoterweg en Hoge Rijndijk (noord)
- Ter Haarkade, vernoemd naar Bernard ter Haar (1806-1880)
- Da Costastraat, vernoemd naar Isaäc da Costa (1798-1860), voorheen Maria Gondastraat
- Potgieterlaan, vernoemd naar E.J. Potgieter (1808-1875), voorheen Pieter van Twistlaan
- De Genestetstraat, vernoemd naar P.A. de Génestet (1829-1861), voorheen Nanniestraat
- Toussaintkade, vernoemd naar A.L.G. Bosboom-Toussaint (1812-1886)
- Chris van Abkoudestraat, vernoemd naar Chris van Abkoude (1880-1960).
- Tollensstraat, vernoemd naar Hendrik Tollens (1780-1856), voorheen Gisettestraat
- Nicolaas Beetsstraat, vernoemd naar Nicolaas Beets (1814-1903), voorheen Rustoordstraat
- Schimmelstraat, vernoemd naar H.J. Schimmel (1823-1906)
- Ten Katestraat, vernoemd naar J.J.L. ten Kate (1819-1889)
- Van Lennepstraat, vernoemd naar Jacob van Lennep (1802-1868)
- Borgerstraat, vernoemd naar E.A. Borger (1784-1820), voorheen Vinkstraat
- Hasebroekstraat, vernoemd naar J.P. Hasebroek (1812-1896)
- Busken Huetplein, vernoemd naar C. Busken Huet (1826-1886)

De naamsveranderingen stammen uit de overgangsperiode van Zoeterwouds- naar Leids grondgebied in 1924. De naam Pieter van Twist komt reeds voor op een kaart uit 1622, waarop is vermeld dat verschillende landerijen langs de laan destijds eigendom waren van een zekere heer Van Twist.